# Argyrotome prattaria
Argyrotome prattaria là một loài bướm đêm trong họ Geometridae.